# 吳鼎 (崇禎進士)
吴鼎（？年—？年），號受吾，山东济南府武定州人。明末政治人物。

## 生平
崇祯三年（1630年）庚午科山东乡试舉人，崇禎四年（1631年）联捷辛未科进士。户部观政，授魏县知县，七年调良乡县，九年升兵部车驾司主事，改职方司员外郎，十年升车驾司郎中，十一年升河南按察司大名道副使，十三年丁忧归乡。